# کفبیخ
کَفبیخ خوراکی ویژه مراسم شادباش کَف زَنی و نوعی شیرینی و دسر سنتی و کهن در جنوب و غرب خراسان است و بیشتر برای مراسم جشن‌های خانوادگی، چراغانی‌های دوستانه و به‌ویژه برای جشن شب چله بکار می‌رود. امروزه، این رسم هنوز هم در جنوب و غرب خراسان و به ویژه در شهرستان‌های فردوس، بیرجند، خوسف، بجستان، سربیشه، قائنات و گناباد رواج دارد.خواستگاه کفبیخ به گناباد میرسد. ماده اصلی این شیرینی، ریشه گیاه چوبک است که در خراسان به آن بیخ یا پشم شویه می‌گویند و دارای خواص پزشکی است. از چوبک در گذشته های دور برای شستشو نیز استفاده می‌شده است.

کف زنی یا کفبیخ در شب چله در زیبد.

تهیه شیرینی کفبیخ در مراسم کف زنی یکی از آیین‌های شب چله در منطقه جغرافیایی جنوب خراسان قدیم، به ویژه منطقهٔ قهستان یعنی محدوده شهرهای بیرجند، سرایان، خوسف، فردوس،   گناباد و قاینات است. «کف» نوعی شیرینی یا شربت سنتی مانند بستنی اما با وزنی سبک است که نخست باید ریشه بوته چوبک را پاک کرده و چند بار در آب جوشاند و آب آن را دور ریخت و بار سوم گاهن جوشانده مزه خوشایندی دارد. سپس آن را در تغار یا ظرف سفالی می‌ریزند و با دسته گز به هم می‌زنند.

## شیوه تهیه کفبیخ

جشن چله با کفبیخ

جشن یلدا یا شب چله زیبد

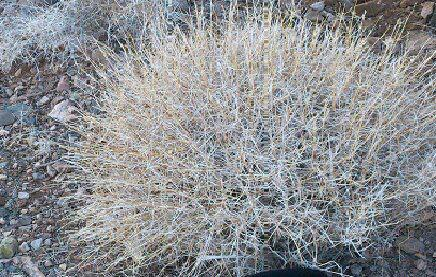
Acanthophyllum squarrosum

در این مراسم ریشه گیاهی به نام چوبک را که در جنوب خراسان به «بیخ» مشهور است، در آب خیسانده و پس از چند بار جوشاندن، در ظرف بزرگ سفالی یا مسی به نام «تغار» می‌ریزند. مردان و جوانان فامیل با دسته‌ای از چوب‌های نازک درخت انار به نام «دسته گز»، جوشانده خنک شده را برای ساعت‌ها هم می‌زنند تا به صورت کف سفت درآید و این کار باید در مکانی خنک انجام گیرد تا جوشانده نخست به ساختار کف درآمده و سپس سفت شود که خشک شده آن مانند گز اصفهانی می‌شود. کف آماده شده در پایان با همگون کردن شیره یا شکر آماده خوردن شده و پس از آراستن با مغز گردو و پسته یا میوه های خشک زردآلو و انجیر برای پذیرایی از مهمانان کشیده می‌شود. در این میان گروهی از جوانان قبل از شیرین کردن کف‌ها رَوا دار هستند با پرتاب آن به سوی همدیگر و مالیدن کف به سر و رُخ یکدیگر شادی و خوشی را به گردهمایی مهمانان بیفزایند.
برای درست کردن این شیرینی پاره ای «چوبک» که در گویش بیرجند «پشمشویه» یا «بیخ» (ریشه) می‌نامند را کوبیده و چند بار در آب می‌جوشانند و چون این آب تلخ است آن را چند بار دور می‌ریزند. این کار را چند باره انجام میدهند تا تلخی آب گرفته شود و هیچ مزه ای نداشته یا مزه ای خوشایند داشته باشد.
آب جوشانده بیخ را می‌گذارند خنک شود. آنگاه آن را در ظرف بزرگی که بهتر است تغار سفالی باشد، می‌ریزند و با «دسته گز» که از ترکه‌های به هم بسته شده درخت گز یا انار است هم می‌زنند و این زدن را آنقدر ادامه می‌دهند که آب چوبک «کَف» کند و تا زمانی که سفت شود.
سپس مقداری شیره انگور یا شیره شکر یا گَرد شکر را، اندک اندک به آن افزوده و زدن کف را پیوسته انجام می‌دهند تا خوب آمیخته و همگون و «کف» شیرین شود. وقتی که «کف» از همه سو آماده شد، آن را در ظرفهایی ریخته و روی آن را مغز کوبیده گردو، بادام، پسته و تخم رازیانه و بادیان یا میوه های خشک مانند قیسی زردآلو و انجیر آراسته می‌کنند و با سرانگشت آن را می‌خورند.

## کاربرد کفبیخ
کفبیخ بیشتر زمانها در زمستان برای شب چله یا چله بزرگ و جشن‌های خانوادگی بکار می‌رود. در ادبیات خراسان واژه یلدا استفاده نشده، بلکه در تمام ادوار تاریخی، تا آنجا که اسناد شفاهی و مکتوب وجود دارد، شب چله یا چله نشینی بکار رفته‌است. در این شب دراز آیین‌ها و مراسم‌های ویژه ای وجود داشته که شاید در دیگر استان های ایران کمتر بکار میرفته یا اینکه به فراموشی سپرده شده‌است و به آن شب چراغانی یا شب چراغ یا به‌طور گزیده چِرَقو می‌گفتند. از آنجا که هر میهمانی برای رفتن به شب‌نشینی، چراغی را همراه خود می‌برده و به دلیل فراوانی چراغ‌ها در این مراسم، عبارت چراغانی و چهل چراغ را که نشانه فراوانی است، به‌کار می‌بردند. چرقو به معنی گردهمایی نیز بکار می‌رود. اگرچه انار و هندوانه در بیشتر بخش های ایران رَوا بوده‌است اما در خراسان بیشتر لبو یا چغندر پخته، شلغم پخته و پختیک (لبوی خشک شده) و شربت و شیرینی «کف» یا کفبیخ نهادینه بوده‌است.
یکی دیگر از جشنهای ایرانی چله تموز است که وارونه ی چله زمستان است و آن درازترین روز سال است که هنوز هم در خراسان جنوبی گرامی داشته می‌شود.
در برخی از بخش های خراسان رضوی، از تمام شهرستان تربت حیدریه و روستا بایگ در نزدیکی آن ، با بکارگیری از کَف، گردو و شیره انگور نوعی شیرینی درست می‌شود که غالبا آن را حلوا جوزی می نامند.  با اینکه در این شیرینی از روغن و شکر ساختگی استفاده نمی شود و سود بسیاری هم دارد، شوربختانه با افزایش مهاجرت از روستا به شهر و روگردانی تیره و نسل تازه به سنت ها و فرهنگ های پیشین خود، حلوا جوزی در آستانه ی فراموشی است.
در روستای گیت به گیاه بیخ یا چوبک، سرسنگی نیز گفته می‌شود این گیاه از بوته‌های بنیادین زمین های این روستا است.

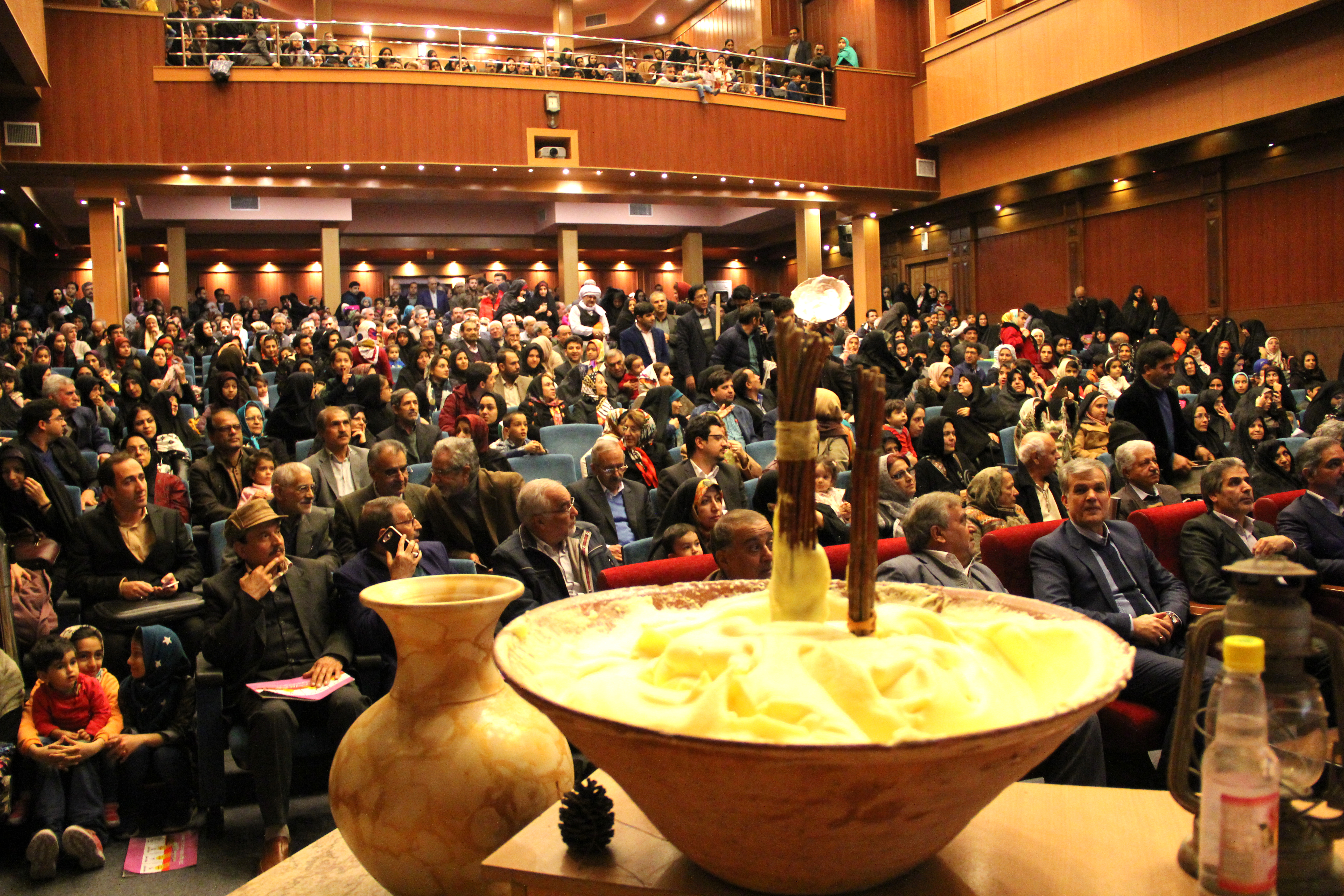
KafBeex a kind of sweet in iran

## نگارخانه

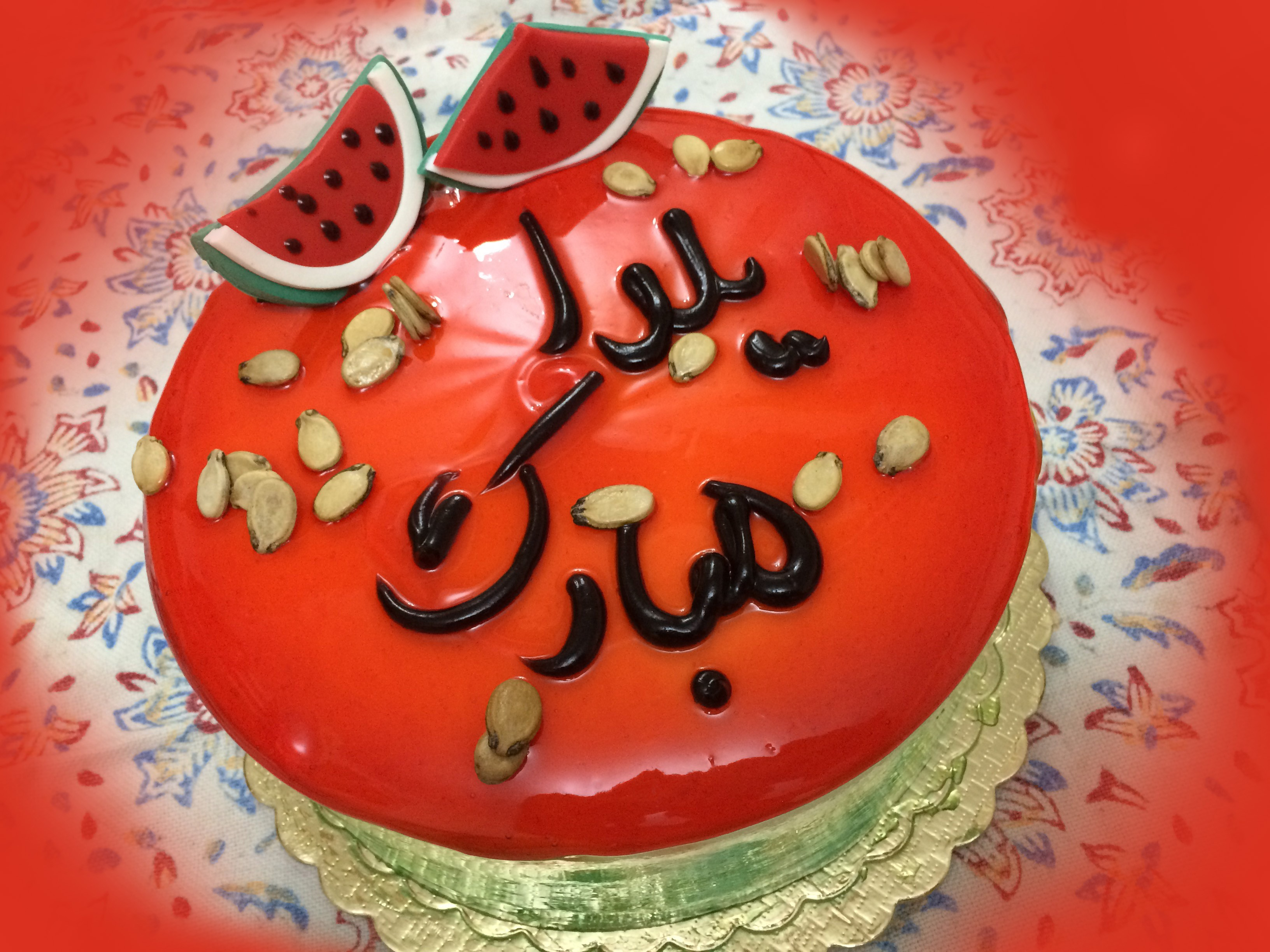
Happy Yalda Night cake
traditional sweet of Yalda Kafbikh
شیرینی سنتی شب یلدا Kafbikh
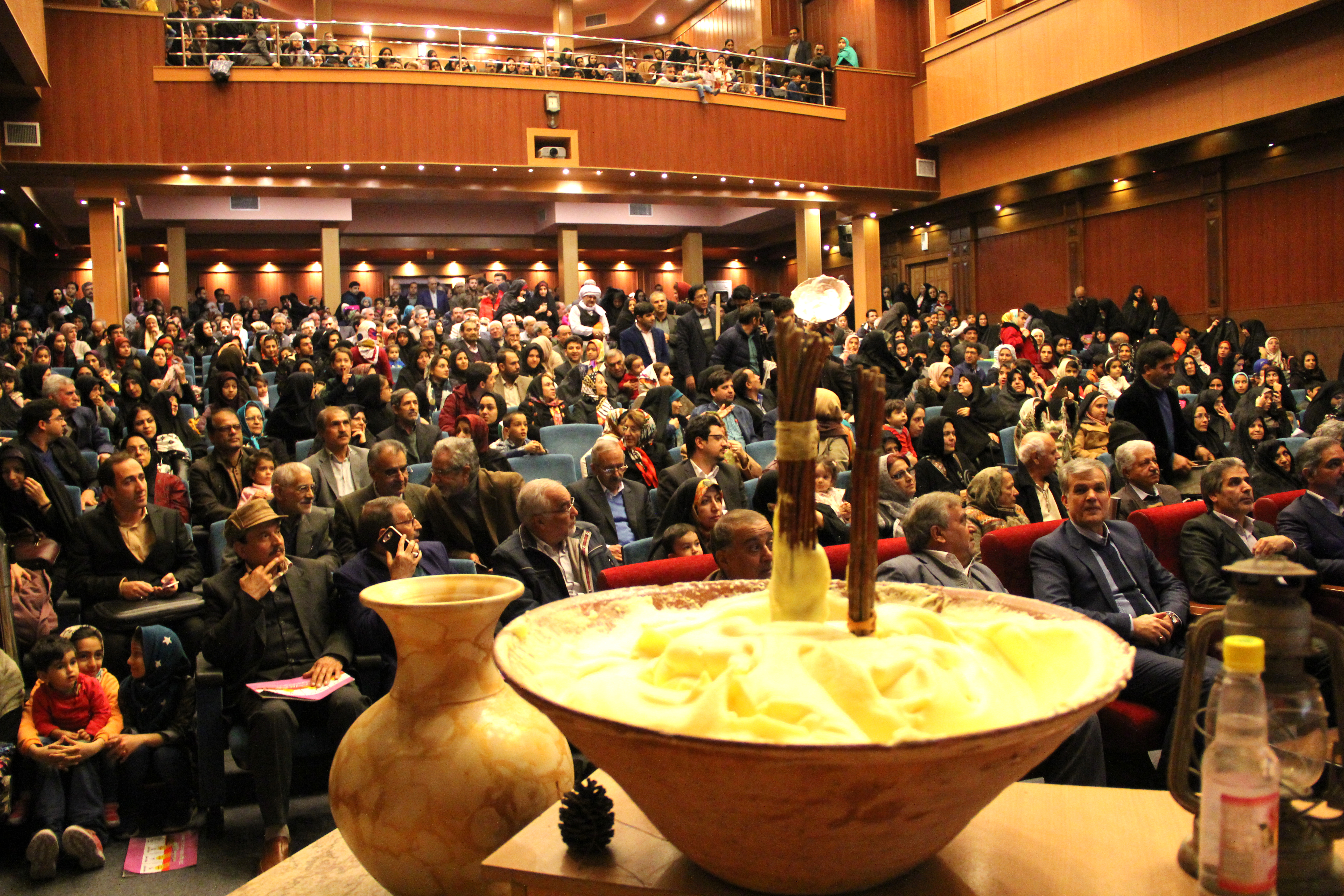
کفبیخ شیرینی سنتی شب یلدا